# Общество мотов

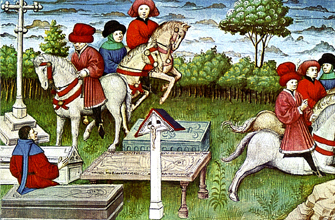
Любители развлечений и Гвидо Кавальканти, миниатюра XV века

О́бщество мо́тов (Brigata Spendereccia или gente godereccia) — компания гуляк, состоявшая из богатых расточительных молодых людей и процветавшая в Сиене во второй половине XIII века. Об этой ассоциации друзей-расточителей упоминают крупнейшие средневековые поэты, такие как Данте Алигьери, Гвидо Кавальканти и Боккаччо, который посвятил им новеллу 9 шестого дня «Декамерона».

## История
Brigata spendereccia упоминается в сочинении Данте Алигьери «Божественная комедия», произведениях  Гвидо Кавальканти и Боккаччо. Данте приводит их как пример осуждения ещё одного очень серьёзного порока, которыми запятнали себя тщеславные люди — неумеренного расточительства. Данте описал купца из Сиены Никколо Салимбени, который

 …носил богатые наряды / за исключением бригады, в которой промотал / Аскианский виноградник и великий фонд / он первым открыл гвоздику / и ослепил всех своим остроумием.— Данте, «Божественная комедия. Ад».

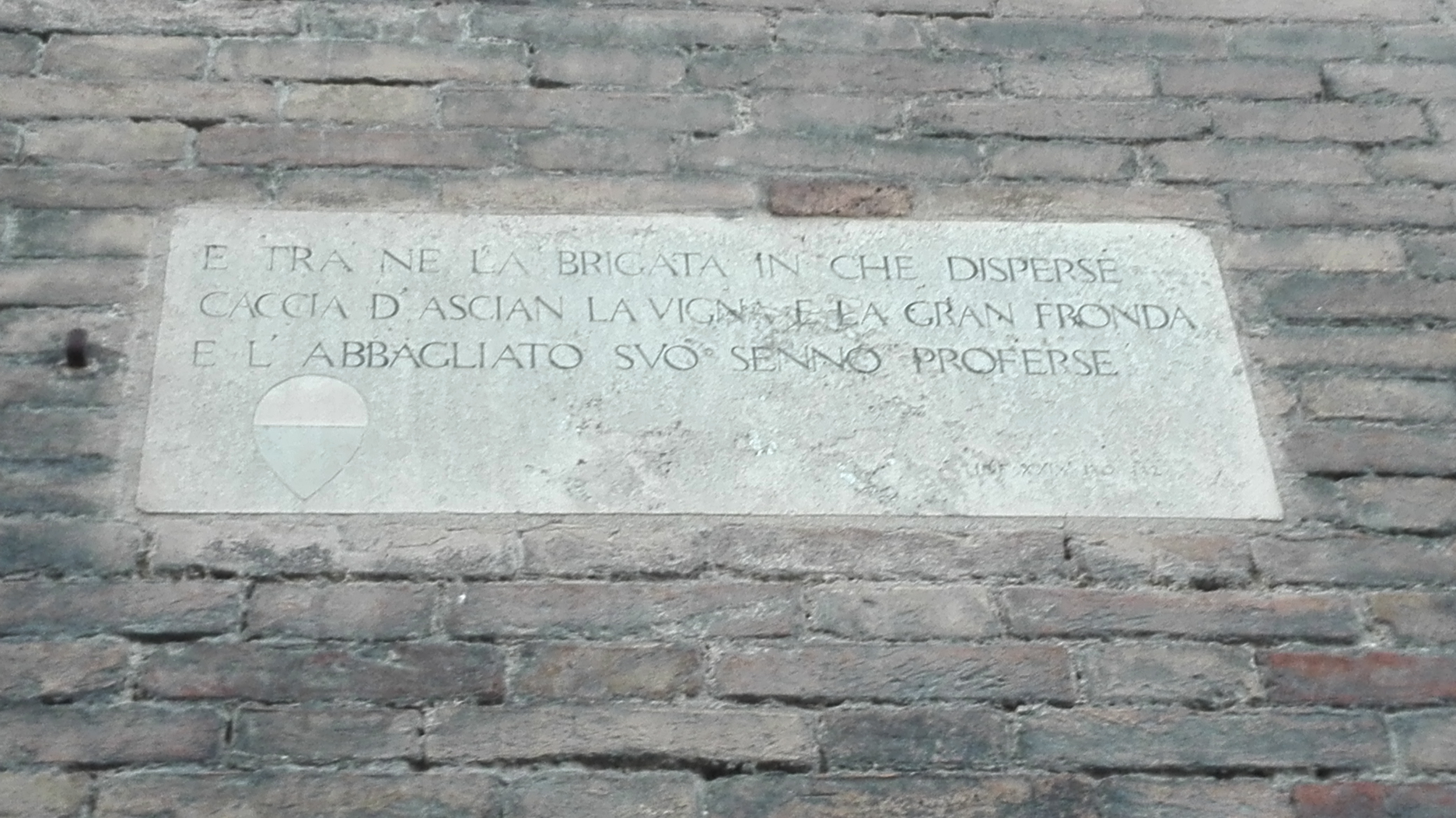
Мемориальная доска с терциной Данте на фасаде дворца в Сиене, в котором кутило «общество мотов».

Слова Данте относятся к группе молодых весельчаков, принадлежавших, в основном, к богатому купеческому сословию и знати, которое, как и другие, сформировались во второй половине XIII века. Исторических сведений об этих персонажах практически нет, и точно не установлено, кого именно имел в виду Данте . В XXIX песне «Ада» сожжённый на костре флорентиец Капоккио иронически отзывается о группе сиенцев, известных своим расточительством. Он упоминает «Стрикки» («Умевшего в расходах быть скупым»), «Никколо» («любителя гвоздики»), «Качча» (И дружества, в котором прокутил // Ашанский Качча и сады, и чащи) и «Аббальято» («разум истощил»). Советский филолог Илья Голенищев-Кутузов на основе комментариев дантоведов указывал на состав беззаботных сиенцев. Заводилой у них был Стрикка деи Салимбени, бывший некоторое время подестой в Болонье (1276—1286 гг.), был главным участником «общества кутил», в которое входило двенадцать состоятельных горожан:  
Другой мот, Никколо да Салимбене, брат Стрикка, бывший в живых ещё в 1311 году, прославился тем, что поджаривал дичь на углях из почек гвоздичного дерева; похвальный этот обычай укоренился среди сьенских обжор. В течение двух лет весёлое сьенское общество прокутило более двухсот тысяч флоринов. Их сотоварищ, Качча д'Ашано промотал свои виноградники и леса. Последний из упомянутых в песне легкомысленных сьенцев — Бартоломео деи Фолькаккьери, прозванный Аббальято (то есть ослеплённый), был капитаном гвельфской лиги в Тоскане и занимал важные места в родном городе, умер он в 1300 году.
К их числу комментаторы также относят Лано (Эрколано) Макони, вошедшего в историю как расточитель и упомянутый в песне XIII «Ада». Про него известно, что он погиб в 1287 году в битве с армией Ареццо при Пьеве дель Топпо.

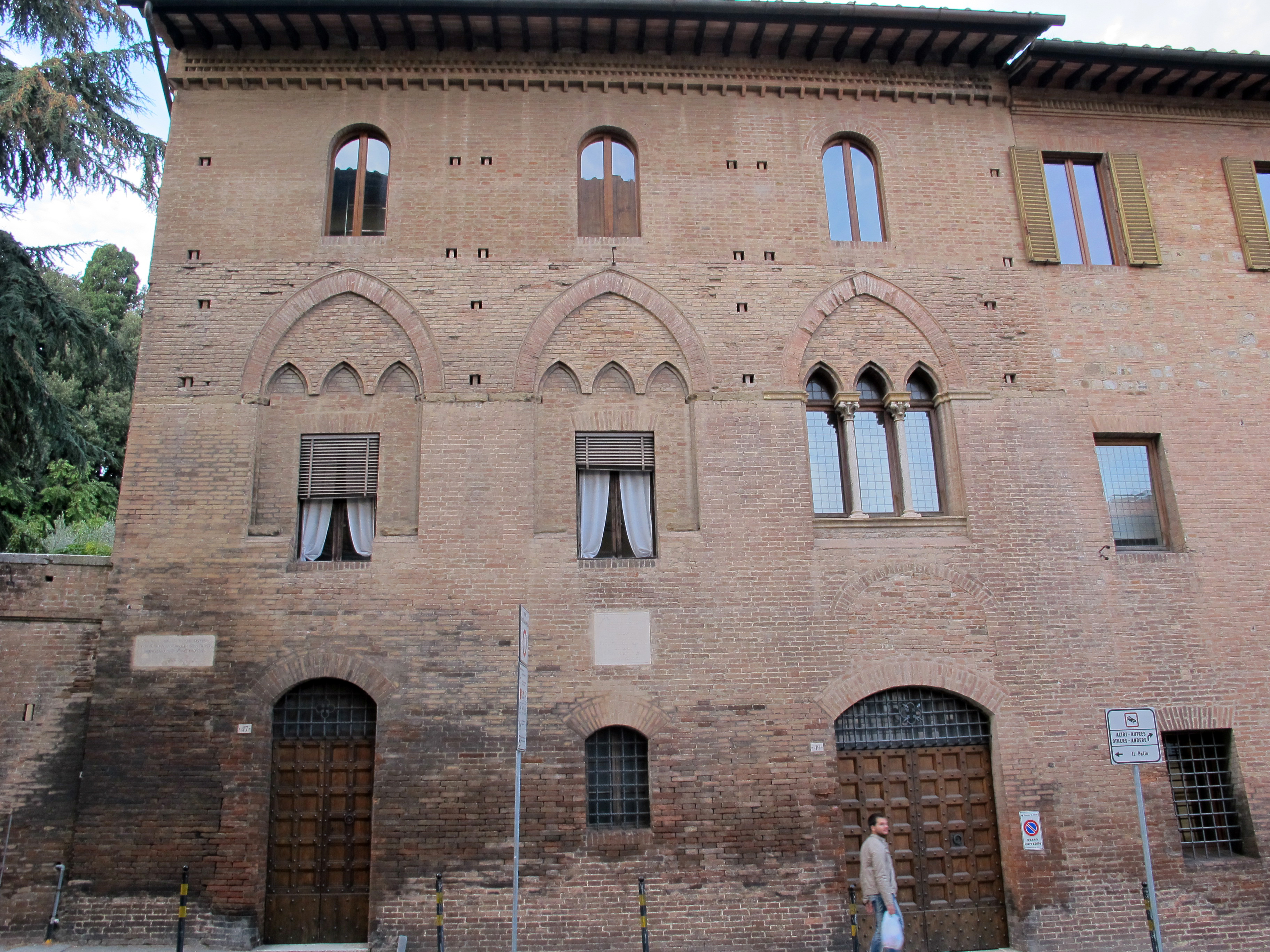
La Consuma в Сиене

Письменных источников о том, что общество Сиены состояло из двенадцати известных молодых людей и подробного описания их мотовства нет. Несоответствие древних толкований не позволяет с уверенностью определить имена членов этого сообщества. В анонимных письменных источниках к упомянутым Данте купцам добавляются имена Мессера Стрикка (Messer Stricca), Качча д'Аскиано (итал. Cacciaconti di Asciano) и Бартоломео Фолкакьери или l'Abagliato (итал. Bartolomeo Folcacchieri, abagliato — шалость). Исследователи творчества Данте, в том числе и Бенвенуто да Имола не приводят подробностей, конкретно иллюстрирующих бездумность и расточительность сиенских гуляк. Их «шалости» перечисляются вместе с предупреждением, что существуют лишь устные рассказы, поэтому все они могут быть вымыслом.
Это событие было настолько исключительным и хорошо известным, что не только вошло в литературные источники, но и стало городской легендой, повествующей о членах легендарной «общества мотов» или «группы расточителей», которые в 1270—1280 году объединили все свои активы в преддверии конца света и пировали в приобретённом ими старинном здании Сиены «La Consuma» (оно и сегодня стоит на улице Гарибальди), обставленном со всеми удобствами и роскошью, проводя время в досуге и развлечениях. По устным преданиям, они меняли одежду трижды в день, выбрасывая использованную; надевали на лошадей золотую сбрую и серебряную обувь. Для банкетов приказывали накрывать на стол всевозможные деликатесы, и если им что-то не нравилось, тарелки вместе с едой выбрасывались в окно. Они благополучно развлекались, пока не закончились деньги. Предполагаемый конец света не наступил, и двенадцать расточителей были вынуждены просить милостыню и выполнять скромную работу, чтобы купить кусок хлеба. Они стали мишенью насмешек горожан и персонажами сиенских народных песенок.
Молодые люди прославились странными экстравагантными поступками, чудачествами и изысканными пристрастиями, в том числе, кулинарными. Сиена в Италии традиционно считается городом, склонным к удовольствиям вкуса, «красивой и благородной еде». В Италии название Brigata Spendereccia широко известно, со временем оно стало использоваться в бизнесе, как туристическом, так и в ином. Компании, рекламируя продукцию (например, La Fabbrica del Panforte по производству кондитерских изделий), упоминают имя члена группы как первопроходца, познакомившего итальянцев с пряностями Востока. Общество мотов фигурирует в ежегодно проводимом в Сиене 25 марта национальном дне, посвященному Данте Алигьери — «Дантиди».
Словосочетание brigata spendereccia стало синонимом социально-экономической модели и социально-экономического недуга, осуждаемых в обществе — экстравагантных поступков, разбазаривания ресурсов, излишества в потреблении.